# Folly Brook
Der Folly Brook ist ein Wasserlauf im London Borough of Barnet. Er entsteht am Highwood Hill und fließt in östlicher Richtung bis zu seiner Mündung in den Dollis Brook genannten Oberlauf des River Brent westlich der U-Bahn-Station Woodside Park.
Der Folly Brook fließt durch den Darlands Lake, der das Naturschutzgebiet der Darlands Lake Nature Reserve bildet.